# Pfeiffer Big Sur State Park
El Parque estatal Pfeiffer Big Sur, en inglés: Pfeiffer Big Sur State Park, es una zona preservada, parque estatal y jardín botánico de propiedad y administración del estado de California que cubre una extensión de 1,006 acres (4.07 km²) de la costa central de California de Big Sur, Estados Unidos.
El parque está centrado alrededor del "Big Sur River". Se le conoce como el "mini Yosemite."

## Localización
Pfeiffer Big Sur State Park, 47225 Highway 1, Big Sur, Monterey county CA 94720-5045 California, CA 93920 United States of America-Estados Unidos de América.
Planos y vistas satelitales.36°14′51.25″N 121°46′54.08″O / 36.2475694, -121.7816889

## Historia

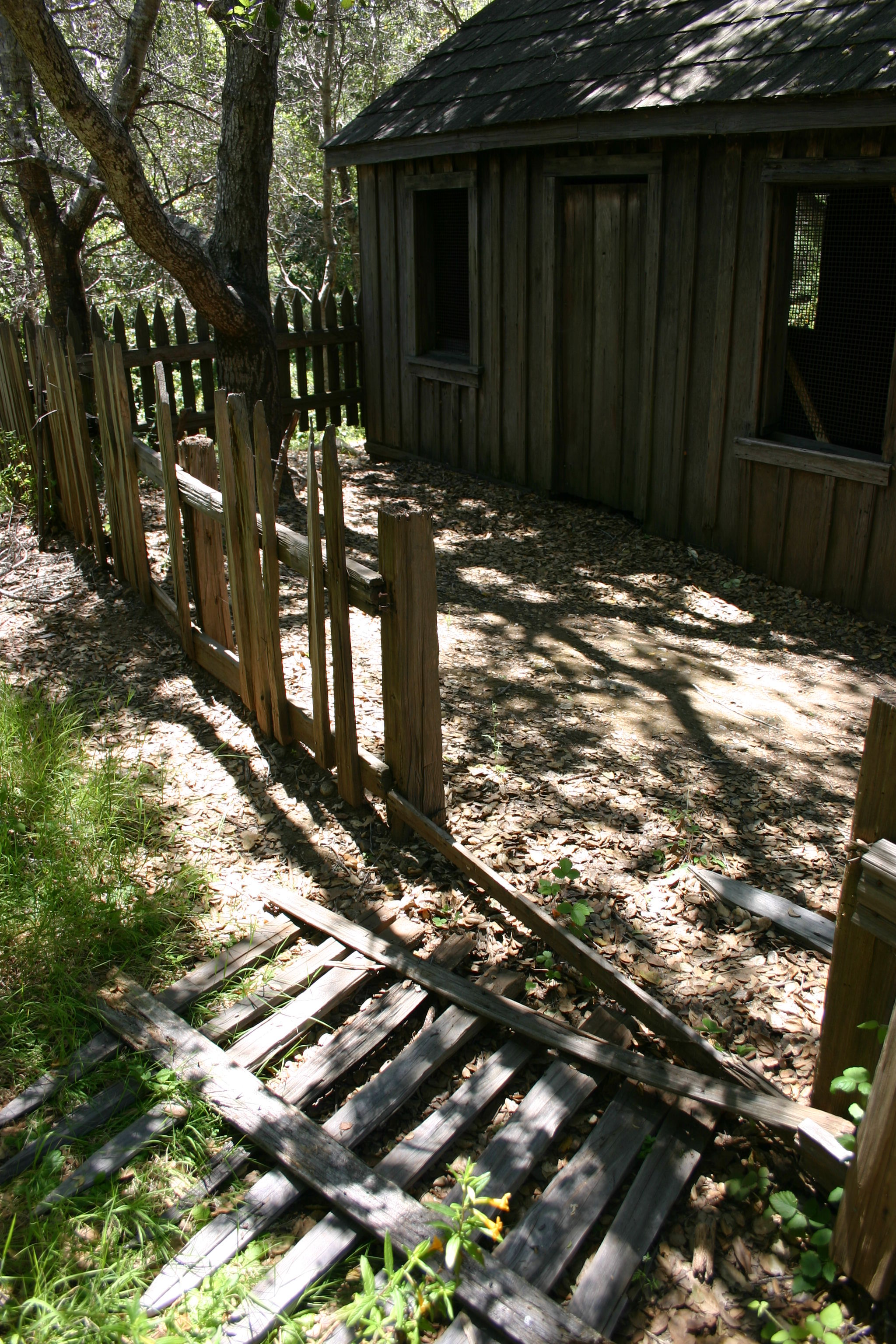
La cabaña de madera de John Pfeiffer, tal como aparecía en 2006.

El "Pfeiffer Big Sur State Park" está nombrado en honor de John Pfeiffer, que vivía en una cabaña en la propiedad a partir de 1884, era hijo de Michael Pfeiffer y Barbara Laquet, la familia Pfeiffer fueron inmigrantes procedentes de Alemania y estaban entre los primeros colonos europeos en la zona. Muchas lugares en Big Sur están nombrados por los descendientes de los Pfeiffers.
En 1930, John Pfeiffer tuvo la oportunidad de vender su tierra a un promotor de Los Ángeles por $ 210.000. El promotor quería construir una subdivisión de la tierra. En su lugar, Pfeiffer vendió 700 acres (2.8 km²) para el estado de California en 1933.

## Pernoctaciones
El "Pfeiffer Big Sur State Park" tiene tanto un hotel (el "Big Sur Lodge") y un campamento dentro de sus límites. Los campamentos fueron cerrados en el invierno de 2008-2009, debido al fuego que hubo en la "Basin Complex", pero la mayoría fueron abiertas de nuevo a partir del 22 de mayo de 2009. Los camping tienen duchas que funcionan con monedas, baños y una tienda de ultramarinos. La tienda de ultramarinos permite acceso de WiFi.

## Senderismo
El "Pfeiffer Big Sur State Park" es conocida por sus bosquetes de secoya y sus senderos que llegan hasta la cascada "Pfeiffer Falls". Muchos de estos senderos se cerraron durante el año 2009, debido a los daños causados por el fuego del Complejo de las Cuencas, pero la mayoría se han reabierto. La excepción es el "Pfeiffer Falls Trial" que permanece cerrado debido al extenso daño a los cruces de pie de madera del fuego que tuvo lugar en Pfeiffer en el 2013. El sendero está programado para un trabajo de restauración para comenzar en 2016.

## Daños por los fuegos de 2008
El "Pfeiffer Big Sur State Park" sufrió el primer gran daño debido al "Basin Fire" de junio y julio de 2008, en el que ardieron 162,818 acres (658.90 km²) en California. Gran parte de los daños fueron a las afueras del parque, sin embargo, y los campamentos fueron capaces de abrir de nuevo a finales de julio. El "Chalk Fire" de septiembre y octubre, que quemaron unos adicionales 16,269 acres (65.84 km², produjo unos serios daños en el Pfeiffer Big Sur State Park, por lo que fue cerrado en gran parte de septiembre de 2008 hasta mayo de 2009.

## Vegetación
Cerca de 200 plantas tienen su hábitat más septentrional aquí, y, del mismo modo, casi que muchas tienen su hábitat más austral aquí también.
Son relativamente abundantes el madroño de California (Arbutus menziesii), Lithocarpus densiflorus , secuoya roja (Sequoia sempervirens), árboles de la bahía (Umbellularia), "encino de costa" (Quercus agrifolia), o la Yucca whipplei.